# Pseudomyrmex tenuis
Pseudomyrmex tenuis är en myrart som först beskrevs av Fabricius 1804.  Pseudomyrmex tenuis ingår i släktet Pseudomyrmex och familjen myror. Inga underarter finns listade i Catalogue of Life.

## Bildgalleri

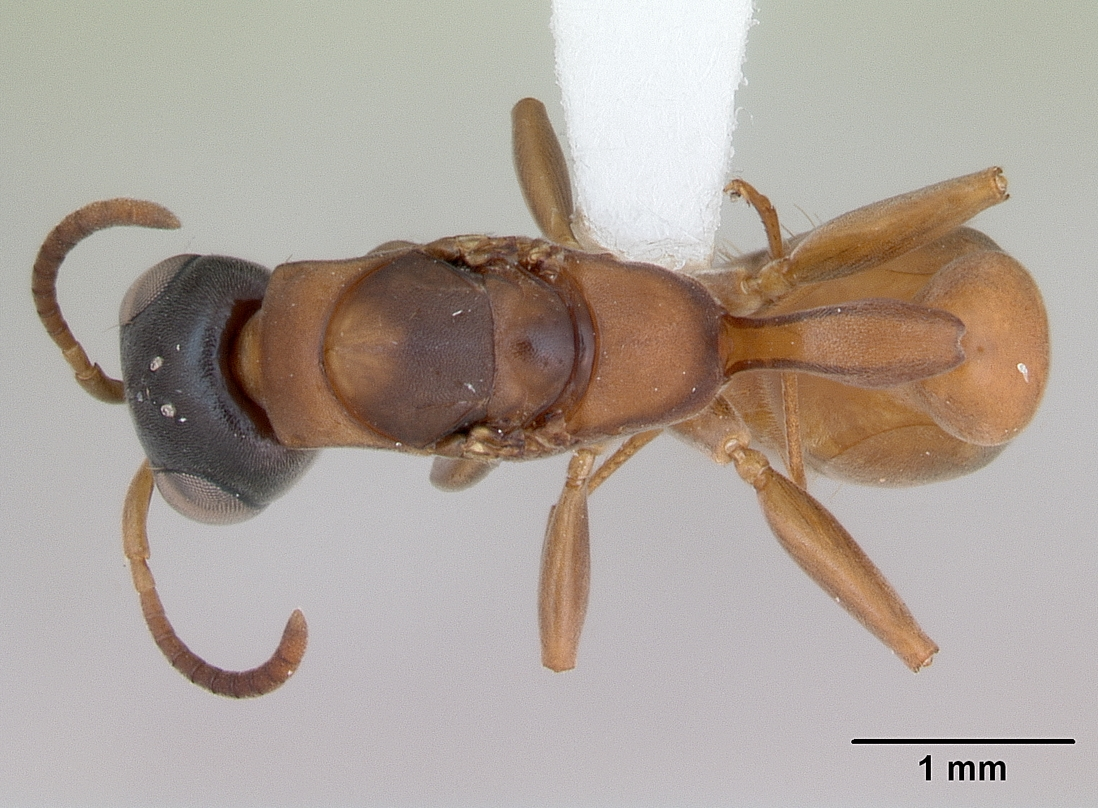
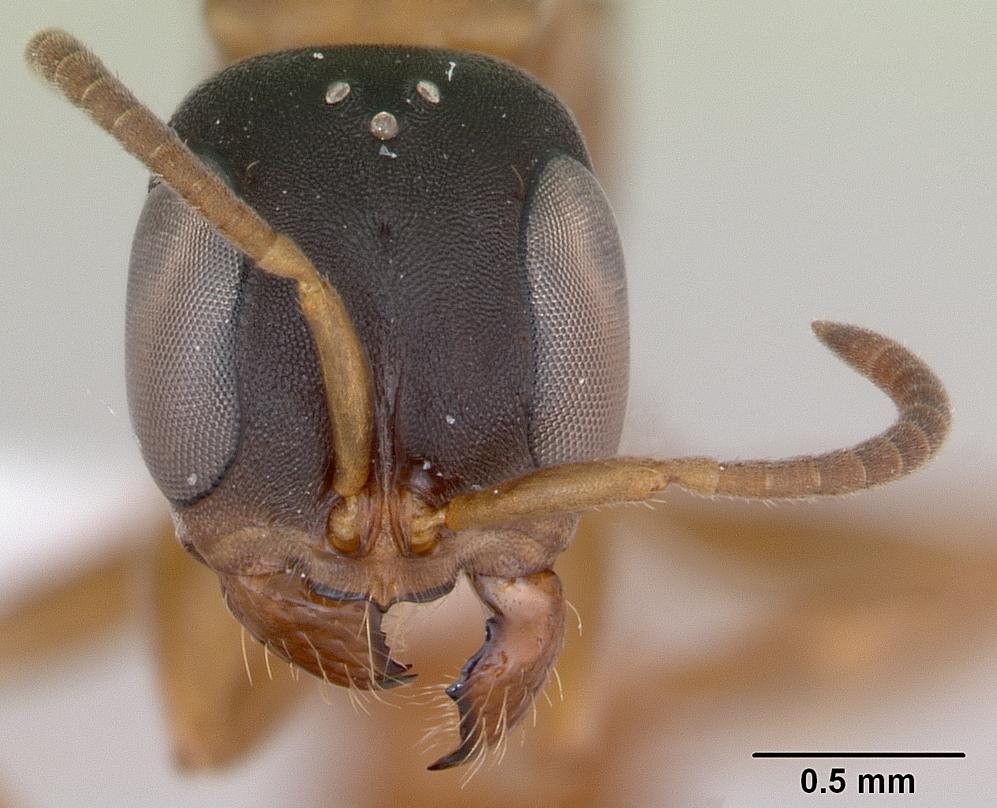
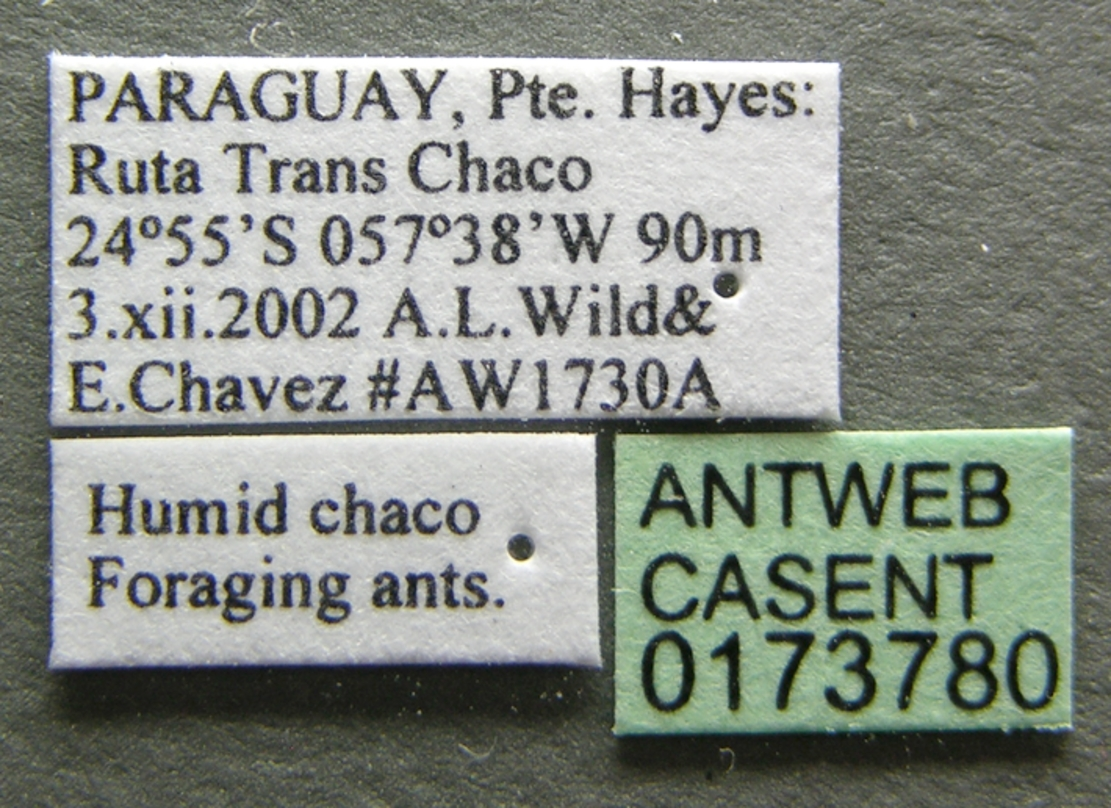
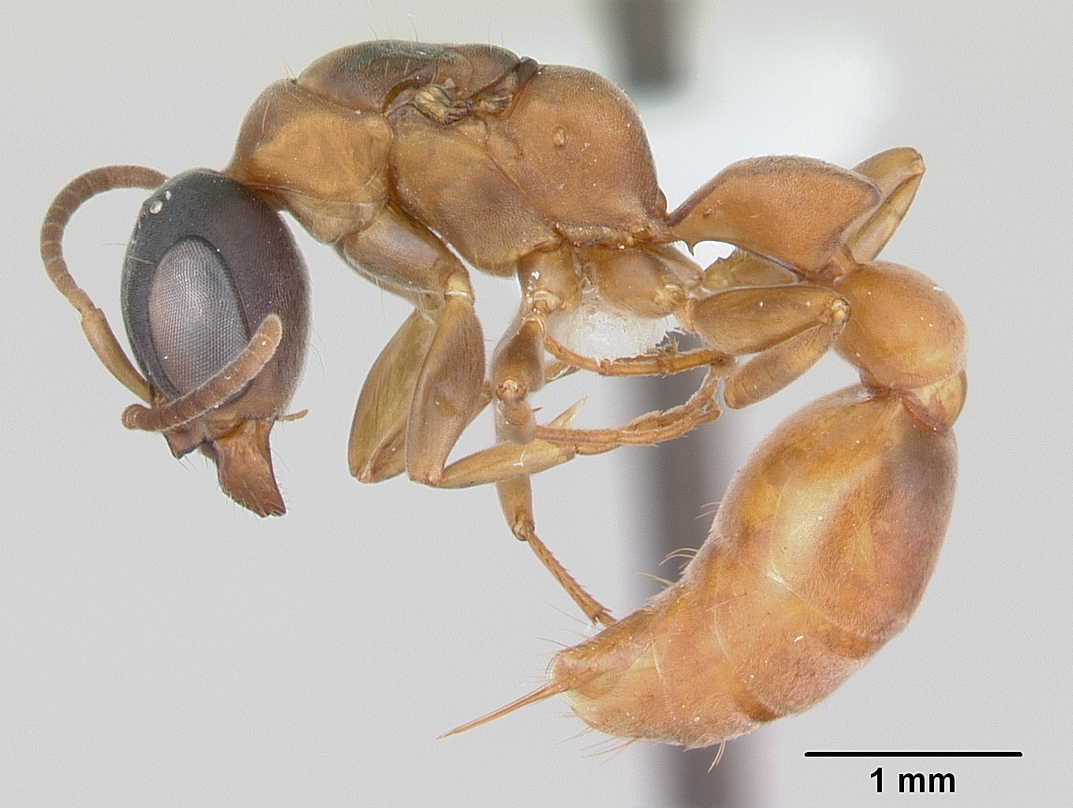